# Brevet de technicien supérieur - Services et prestations des secteurs sanitaire et social
Le brevet de technicien supérieur en services et prestations des secteurs sanitaire et social, ou SP3S, a été créé en 2007 par le Ministère de l'Éducation nationale. Il a pour objectif d'acquérir des compétences techniques, administratives et relationnelles au service des publics dans les secteurs médico-sociaux. 
Le titulaire du BTS SP3S procède à l'analyse des besoins, permet l'accès aux droits, propose des services et prestations, organise et gère la mise en œuvre des prestations et services, contribue au système d'information, et peut assurer la coordination et l'animation d'équipe.
Ce BTS s'adresse principalement aux bacheliers technologiques ST2S (Sciences et Technologies de la Santé et du Social), anciennement SMS, puis aux autres bacheliers technologiques, généraux et professionnels, ainsi qu'aux titulaires d'un titre ou diplôme équivalent. 
La formation se déroule sur un ou deux ans. Deux stages sont prévus :
- 6 semaines de stage en fin de première année.
- 7 semaines au milieu de la deuxième année.

## Qualités pour intégrer ce BTS
- Un sens de l'organisation, de la méthode et de la rigueur.
- Un esprit d'analyse et de synthèse.
- Une curiosité et une ouverture d'esprit sur l'actualité.
- Dynamisme et sens de l'initiative.
- Esprit d'équipe, discrétion et qualités relationnelles.
- La maîtrise de l'expression écrite et orale.

## Enseignements de la formation
- Institutions et réseaux (Module A) :

1. Cadre politique, juridique, financier et administratif des institutions et des réseaux.
2. Politiques sanitaires et sociales.
3. Institutions : domaine de compétences et modes de fonctionnement.

- Publics (Module B) :

1. Contexte socio-démographique.
2. Éléments de psychologie social.
3. Liens dynamiques entre publics et institution.

- Prestations et services (Module C) :

1. Notions de prestations et de services.
2. Diversité des prestations et services sanitaires et sociaux.
3. Droits aux prestations.
4. Offre de services.

- Techniques de l'information et de la communication professionnelle (Module D) :

1. Théories et modèles de la communication.
2. Éthique et déontologie.
3. Techniques de communication.
4. Systèmes d'information et de communication du secteur sanitaire et social.

- Les relations de travail et la gestion des ressources humaines (Module E) :

1. Les organisations.
2. Relations collectives de travail.
3. Relations individuelles de travail.
4. Gestion des ressources humaines.

- Technique de gestion administrative et financière (Module F) :

1. Gestion documentaire.
2. Technique de recueil, de traitement et de stockage de l'information.
3. Comptabilité financière.

- Méthodologies appliquées au secteur sanitaire et social (Module G) :

1. Introduction au recueil de données.
2. Méthodes d'investigation.
3. Démarche de projet.
4. Démarche qualité.

- Action professionnelle :

1. Action sur le terrain avec des professionnels.
2. Participation à des projets concernant le domaine sanitaire et social.
3. Application des connaissances acquises en cours.
4. Intervention de professionnels expliquant leur métier.

- LVE
- Français - Culture générale

## Contenu de la1reannéede formation
- Module A : Institutions et réseaux (120 h)
- Module B : Publics (90 h)
- Module C : Prestations et services (20 h)
- Module D : Techniques de l'information et de la communication professionnelle (130 h)
- Module F : Techniques et gestion administrative et financière (85 h)
- Module G : Méthodologies appliqués au secteur sanitaire et social (110 h)
- Action professionnelle (60 h)
- Enseignement général : Français - Culture générale (81 h) et LVE (54 h)

## Contenu de la2eannéede formation
- Module B : Publics (50 h)
- Module C : Prestations et services (110 h)
- Module D : Techniques de l'information et de la communication professionnelle (40 h)
- Module E : Les relations de travail et la gestion des ressources humaines (75 h)
- Module F : Techniques et gestion administrative et financière (80 h)
- Module G : Méthodologies appliqués au secteur sanitaire et social (120 h)
- Action professionnelle (60 h)
- Enseignement général : Français - Culture générale (72 h) et LVE (48 h)

## Épreuves de l'examen
| Nom des épreuves                                     | Coefficient | Forme                                              | Durée         |
| ---------------------------------------------------- | ----------- | -------------------------------------------------- | ------------- |
| E1 : Français et culture générale                    | 2           | Écrite                                             | 4 h           |
| E2 : LVE                                             | 2           | Écrite et Orale                                    | 2 h et 20 min |
| E3 : Gestion (Module E et F)                         | 4           | Écrite                                             | 3 h 30        |
| E4 : Public et Institution (Module A, B et C)        | 5           | Écrite                                             | 4 h           |
| E5 : Techniques professionnelles (Module D, F, et G) | 8           | 2 évaluations en cours de formation (Informatique) | 5 h (x2)      |
| E6 : Soutenance du projet tutoré (Tous modules)      | 5           | Orale                                              | 40 min        |

## Débouchés
- Gestionnaire conseil dans les organismes de protection sociale (Caisses d'Allocations Familiales, Caisses d'Assurance Maladie, Caisses de retraite,…) ;
- Assistant dans le domaine sanitaire et social, exemple : assistant auprès du responsable du service des personnes âgées ou du service du RSA dans un Conseil Départemental;
- Assistant aux délégués à la tutelle ;
- Assistant médical dans les centres de lutte contre le cancer ;
- Coordinateur de secrétariats de services médicaux et d'accueil ;
- Coordinateur d'activités sociales (famille, personnes handicapées, personnes âgées, enfants,…) ;
- Responsable de secteur (dans les services d'aide à domicile pour personnes âgées..).

Certains de ces débouchés font partie du secteur de l'économie sociale et solidaire.
Cette formation permet aussi l'accès aux concours de la fonction publique territoriale ou hospitalière.

## Poursuite d'études
Après le BTS, des licences professionnelles sont possibles (intervention sociale, management des organisations,…) ou une licence en sciences sanitaires et sociales.